# Carola Ferstl

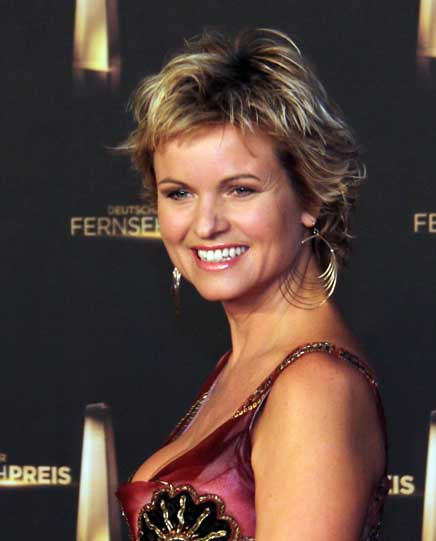
Carola Ferstl beim Deutschen Fernsehpreis 2012

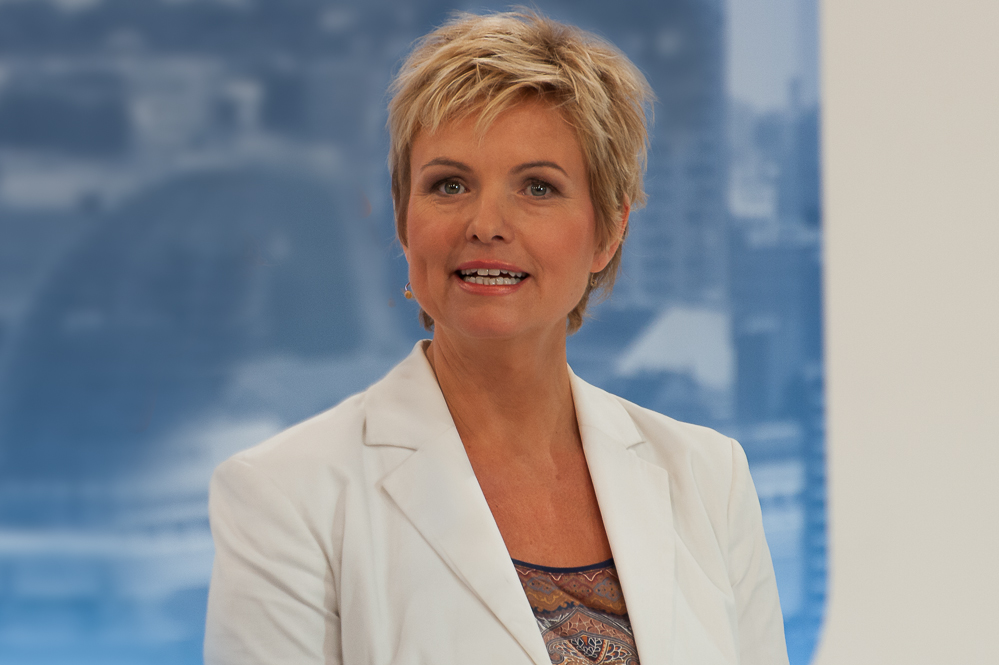
Ferstl auf der IFA 2013

Carola Ferstl (* 18. Mai 1968 in Liebenau, Niedersachsen) ist eine deutsche Fernsehmoderatorin und Sachbuchautorin.

## Leben
Ferstl studierte Betriebswirtschaftslehre in Hamburg und arbeitete im Anschluss daran als freie Journalistin für Tele 5, RTL und das ZDF. Sie gehört seit seiner Gründung zur Redaktion des deutschen Nachrichtensenders n-tv. Dort führt sie als Moderatorin durch verschiedene Wirtschaftsformate.
Sie ist darüber hinaus Sachbuchautorin. Zu ihren erfolgreichsten Veröffentlichungen zählt Rundum sicher mit Geld.
Ferstl ist Mitglied der „Young Global Leaders“.